# Maria Braun-Gałkowska
Maria Pia Braun-Gałkowska (ur. 16 maja 1939 w Milechowach, zm. 1 grudnia 2023) – polska psycholożka, profesorka nauk humanistycznych, pracowniczka naukowa Instytutu Psychologii Wydziału Nauk Społecznych Katolickiego Uniwersytetu Lubelskiego Jana Pawła II i Instytutu Nauk o Wychowaniu Wydziału Pedagogicznego Akademii Ignatianum w Krakowie.

## Życiorys
W 1961 ukończyła studia filozoficzno-psychologiczne na Wydziale Filozofii Katolickiego Uniwersytetu Lubelskiego. W tym samym roku rozpoczęła pracę na macierzystej uczelni, w Katedrze Psychologii Ogólnej. W 1969 obroniła pracę doktorską Wpływ telewizji na niektóre cechy osobowości dzieci napisana pod kierunkiem Stefana Kunowskiego, w 1979 uzyskała stopień doktora habilitowanego na podstawie pracy Miłość aktywna. Psychiczne uwarunkowania powodzenia małżeństwa. W latach 1984–2011 kierowała Katedrą Psychologii Wychowawczej i Rodziny, w latach 1990-1995 była dyrektorem Instytutu Psychologii. W 1988 uzyskała tytuł profesora nauk humanistycznych. W latach 1990–1995 pracowała równocześnie w Wyższej Szkole Pedagogicznej w Częstochowie. Była też profesorem zwyczajnym w Instytucie Nauk o Wychowaniu na Wydziale Pedagogicznym Akademii Ignatianum w Krakowie. Od 1991 pracowała także jako psychoterapeutka.
Od 1975 prowadziła w ramach Duszpasterstwa Akademickiego KUL kursy przedmałżeńskie, dla których przygotowała autorski program. W 1981 została członkiem Zespołu ds. Rodziny przy Zarządzie Regionu Środkowo-Wschodniego NSZZ „Solidarność”. W 1989 została członkinią Komitetu Obywatelskiego Lubelszczyzny „Solidarność”, kierowała w nim Wszechnicą Wyborczą, następnie zorganizowała Zespół Doradców Obywatelskiego Klubu Parlamentarnego ds. Psychologii Społecznej. W latach 1993–1997 była członkiem Rady Programowej Telewizji Polskiej. Należała do Komisji Episkopatu Polski Iustitia et Pax oraz Podkomisji Episkopatu ds. Duszpasterstwa Kobiet.
Jej mężem był filozof, Jerzy Gałkowski.

## Odznaczenia
- 2011: Krzyż Kawalerski Orderu Odrodzenia Polski[7]